# Instrumentation
Instrumentation eller orkestrering är konsten att fördela stämmor i ett musikaliskt verk mellan olika musikinstrument (eller andra typer av ljudkällor) i en ensemble eller orkester.
Instrumentationen innebär således rent praktiskt att man utifrån det givna musikaliska materialet väljer vilket instrument som ska spela vad, med utgångspunkt för de olika instrumentens möjligheter och begränsningar, deras omfång, klangfärg, tonstyrka, etc. Genom att fördela instrumenten olika och ge dem olika uppgifter kan man förändra hela ensemblens klangfärg eller ge olika färg åt harmonier och melodier.
Historiskt började man komponera med instrumentation först under 1600-talet. Dessförinnan var det ovanligt att man angav vilka instrument som skulle spela de olika stämmorna. Instrumentationen har kommit att få en egen musikalisk dimension jämbördig med kontrapunkt, harmonik och tematik.
För att ange vilka instrument som ingår i en ensemble talar man om ensemblens besättning och för att ange vilka instrument ett verk är skrivet för talar man om verkets instrumentering.